# Anotogaster basalis
Anotogaster basalis – gatunek ważki z rodziny szklarnikowatych (Cordulegastridae).